# Ma$e
Ma$e o Mase, pseudonimo di Mason Durrell Betha (Jacksonville, 27 agosto 1975), è un rapper statunitense che fa parte dell'etichetta hip hop di Sean "Diddy" Combs Bad Boy Records durante l'ultima parte degli anni novanta. Mase si è anche associato alla G-Unit registrando brani con diversi membri dell'etichetta, anche se non ufficialmente parte della scuderia G-Unit.

## Biografia
Nato a Jacksonville e cresciuto ad Harlem, New York, Mason Betha inizia la propria carriera musicale come gangsta rapper. Originariamente membro dei Children of the Corn, si fa chiamare "Mase Murder", esibendosi assieme a Big L, Cam'ron, McGruff e Bloodshed. Nel 1996, va ad Atlanta per una conferenza musicale, nella speranza di incontrare Jermaine Dupri; invece l'incontro avviene con Sean Combs che lo fa entrare nella Bad Boy dopo aver ascoltato i suoi rap. La sua immagine viene raffinata una volta entrato nella scuderia di Combs, ed attorno a lui si sviluppa l'immagine del rapper più pop, lontano dalla violenza espressa nelle sue prime rime.
Nello stesso anno, Mase partecipa al remix di "Only You" degli 112, che lo introduce nell' mondo della black music, ma a farlo conoscere all' grande pubblico è la sua partecipazione nei singoli "Mo' Money Mo' Problems" di The Notorious BIG e "Can't Nobody Hold Me Down" di Puff Daddy nel 1997. A ottobre dell'stesso anno pubblica il suo primo lavoro solista, Harlem World, che diventa un successo multi-platino e contiene il singolo "Feel So Good" in cui vengono campionati sia il brano di Kool & the Gang "Hollywood Swinging" che il ritornello dei Miami Sound Machine in "Bad Boy". Harlem World sforna altri singoli di successo come "What You Want", "Lookin' at Me" e "24 Hours to Live". Il disco consente a Ma$e di diventare uno degli artisti principali dell'etichetta di Combs.

## Ritiro dalle scene
Il 20 aprile 1999, durante una intervista radiofonica con Funkmaster Flex, Mase annuncia il suo ritiro dalle scene musicali, l'artista sta promuovendo nel medesimo periodo il suo album Double Up accompagnato dal singolo "Get Ready". Il rapper si dichiara rinato nella sua spiritualità cristiana ed intenzionato a spostarsi ad Atlanta per studiare alla Clark Atlanta University. Mase successivamente acquisisce una laurea onoraria in teologia al St. Paul's Bible Institute di New York diventando il reverendo Mason Betha. Diventa fondatore e pastore sia della S.A.N.E. Church International che della Mason Betha Ministries ad Atlanta. Diventa anche membro della World Changers Church International a College Park, sobborgo di Atlanta.

### Welcome Back: il ritorno
Dopo cinque anni di assenza, Mase ritorna sulla scena musicale nella Bad Boy Records con l'album Welcome Back, ed il singolo omonimo che contiene un campionamento dal telefilm Welcome Back, Kotter. Nonostante la decisione di dedicarsi nuovamente a questo lavoro "secolare", Mase non abbandona il suo status di pastore, tanto è vero che l'album non presenta linguaggio volgare e misoginia.
Ha poi lavorato alla colonna sonora del film Get Rich or Die Tryin', è comparso nel video di 50 Cent "Window Shopper" ed ha completato un mixtape per G-Unit Radio intitolato Crucified 4 The Hood: 10 Years of Hate (Part 16), unico suo progetto solista completato per la G-Unit.

### La disputa con Cam'ron
Durante una intervista radiofonica, Mase viene interrotto da Jim Jones e Cam'ron, chiamati in studio per commentare le ragioni del suo abbandono della musica (e di Harlem). Mase registra successivamente un brano indirizzato a Cam'ron ed a tutto il resto dei the Diplomats, che risponde da par suo agli attacchi subiti. Inoltre accusa gli altri rapper di Harlem Loon e Fabolous di aver "rubato" il suo stile, dimostrato dalle somiglianze nella rappata.

## Discografia
- 1997 - Harlem World
- 1999 - Double Up
- 2004 - Welcome Back
- 2018 - Don't Need Security